# ディーン・パークス
ディーン・パークス（Dean Parks、1946年12月6日 - ）は、テキサス州フォートワース出身のギタリストでスタジオ・ミュージシャン。妻は音楽仲間のキャロル・パークスで、アケイシャとアマンダの2人の娘を持つ。
ミュージシャンとして『おとぎの星のこぐまたち（Care Bears Movie II: A New Generation）』(1986年、妻のキャロルも参加)、『デイズ・オブ・サンダー』(1990年)、『愛の選択』(1991年)、『ビッグムービー』(1999年)、『マイ・ビッグ・ファット・ウェディング』(2002年)、『夢駆ける馬ドリーマー』(2005年)など、数々の映画音楽や歌曲において作曲で参加したり、ギターを演奏した。
また、ギタリストとしてアメリカ、ブレッド、セリーヌ・ディオン、マイケル・ジャクソン、ビリー・ジョエル、キャロル・キング、マドンナ、マイケル・マクドナルド、ポール・サイモン、松任谷由実、中島みゆきなど多くのアーティストの楽曲を支えている。
特にブレッドのメンバーとは親交が深く、バンドの再結成ツアーやデヴィッド・ゲイツのソロ・ライブ等、数多く参加している。